# Peking–Senjang nagysebességű vasútvonal
A Peking–Senjang nagysebességű vasútvonal, más néven a Jingshen nagysebességű vasútvonal egy kétvágányúú, 25 kV 50 Hz-cel villamosított nagysebességű vasútvonal Kínában Peking és Senjang között. Teljes hossza 699 km. Az építkezés 2010-ben kezdődött és az eredeti tervek szerint 2020-ban kellett volna átadni, ám a befejezés csúszott. A vasútvonalat több részletben adták át, a legutolsó szakasz 2021. január 22-én nyílt meg.
A megengedett legnagyobb sebesség 350 km/h, de a vonatok ettől némileg lassabban, 250–300 km/h sebességgel közlekednek. A két város közötti menetidő a korábbi 4 óráról 2 óra 17 percre csökkent. A vonal része a Peking–Harbin nagysebességű vasútvonalnak. A projekt költsége 961,6 milliárd jüan.

## Fordítás
- Ez a szócikk részben vagy egészben  a(z)   京沈客运专线 című kínai Wikipédia-szócikk ezen változatának fordításán alapul.  Az eredeti cikk szerkesztőit annak laptörténete sorolja fel. Ez a jelzés csupán a megfogalmazás eredetét és a szerzői jogokat jelzi, nem szolgál a cikkben szereplő információk forrásmegjelöléseként.